# Ved Buens Ende
Ved Buens Ende est un groupe de metal avant-gardiste norvégien, originaire d'Oslo. Il est généralement considéré comme l'un des pionniers du genre. Leur son est varié et peut passer d'un jazz instrumental et calme à du black metal agressif parsemé de blast beats. Ved Buens Ende veut dire « Au bout de l'arc », en référence à l'arc-en-ciel mythologique Bifröst.

## Biographie
Ved Buens Ende est formé en 1993 à Oslo par le batteur Carl-Michael Eide et le guitariste Vicotnik, ensuite suivis de Skoll à la basse. Précédemment, Carl-Michael Eide jouait dans Ulver alors que Vicotnik s'occupait de son propre projet, Manes. Le groupe enregistre et publie sa première démo Those Who Caress the Pale en 1994.
Le groupe obtient en 1995 un contrat avec le label britannique Misanthropy Records, qui publie en octobre la même année son premier album studio, intitulé Written in Waters,. Ved Buens Ende est unique par leur mélange de nombreux éléments musicaux particuliers pour le metal, dont la dissonance et l'atonalité, une section de basse assez imposante ainsi que le chant particulier de Eide et les cris stridents de Vicotnik. L'album fait participer Lill Katherine Stensrud au chant additionnel. Malgré le bon accueil de leur premier album, le groupe se sépare en 1997.
Le 26 avril 2006, Blabbermouth.net annonce la réunion de Ved Buens Ende, ainsi qu'un nouvel album. Aux côtés de Vicotnik et Carl-Michael Eide, qui joue maintenant de la guitare au lieu de la batterie, le groupe compte deux nouveaux membres ; Petter « Plenum » Berntsen à la basse, et Einar « Esso » Sjursø à la batterie. Beaucoup de fans du groupe sont surpris par l'absence de Hugh Mingay (aussi connu sous le nom de Skoll), dont la place est reprise par Petter Berntsen. Le groupe se sépare de nouveau et « pour de bon » au début de 2007,. En 2009, l'équipe de production russe Asphyxia publie une triple tribute dédiée à Emperor, Ved Buens Ende et Arcturus intitulée Old Crown, New Spawn,.

## Discographie
- 1994 : Those Who Caress the Pale (démo)
- 1995 : Written in Waters (démo)
- 1995 : Written in Waters
- 1997 : Those Who Caress the Pale (EP)
- 2002 : …Coiled in Obscurity

## Membres

### Derniers membres
- Vicotnik (Yusaf Parvez) - guitare, chant (Dødheimsgard)
- Carl-Michael Eide - guitare, chant, batterie (Cadaver, Dødheimsgard, Satyricon, Ulver, Infernö, Aura Noir et Virus)
- Petter « Plenum » Berntsen - basse
- Einar « Esso » Sjursø - batterie

### Anciens membres
- Skoll (Hugh Steven James Mingay) - basse (Arcturus, Ulver)

### Musiciens de session
- Lill Katherine Stensrud - chant additionnel
- Simen « ICS Vortex » Hestnæs - chant (Arcturus, Borknagar, Dimmu Borgir)
- Steinar Sverd Johnsen - claviers (Arcturus)